# Żyj, gnij i milcz
Żyj, gnij i milcz – trzeci album studyjny zespołu Alastor wydany w 1997 roku nakładem wytwórni Sound Factory.

## Lista utworów
1. „Wiem” – 2:28
2. „Żyj, milcz i gnij” – 4:50
3. „Oko z tyłu głowy” – 4:14
4. „Za słaby by wierzyć” – 4:53
5. „Fala” – 2:04
6. „Szukał i znalazł” – 4:39
7. „I nie mów mi” – 5:19
8. „Mgły” – 5:52
9. „Wiara, serce i tło” – 4:16
10. „Wolny” – 2:44
11. „Miasto „Q”” – 7:23
12. „Bez podtekstów” – 3:57

## Twórcy
- Sławomir Bryłka – perkusja
- Grzegorz Frydrysiak – gitara basowa
- Mariusz Matuszewski – gitara
- Robert Stankiewicz – śpiew